# Sigrid Vierck
Sigrid Vierck geb. von Ohnesorge (* 2. Juli 1953 in Köln) ist eine deutsche Klassische Archäologin und Archivarin. Sie war Äbtissin des Klosters Walsrode.

## Leben
Sigrid Vierck wuchs in Köln auf und studierte seit dem Wintersemester 1972/73 Klassische Archäologie, Ur- und Frühgeschichte, Alte Geschichte sowie Kunstgeschichte an der Albertus-Magnus-Universität zu Köln und seit dem Wintersemester 1974/75 an der Westfälischen Wilhelms-Universität Münster. Sie heiratete am 16. Oktober 1975 den dort tätigen Archäologen Hayo Vierck, mit dem sie eine Tochter hat. Nach dem frühen Tod ihres Mannes 1989 versorgte sie seinen umfangreichen wissenschaftlichen Nachlass, der sich heute im Archiv des Römisch-Germanischen Zentralmuseums in Mainz befindet. Sie nahm die Arbeit an der 1979 begonnenen Doktorarbeit zur Aigis wieder auf und wurde 1991 an der Universität Münster zur Dr. phil. promoviert.
In den neunziger Jahren betreute sie für das Westfälische Museum für Archäologie, Münster und das Deutsche Bergbaumuseum, Bochum die Publikation des Fundortes Altenberg/Siegerland, einem montanarchäologischen Fundplatz für Silberabbau im 13. Jahrhundert. Im Oktober 1995 erhielt sie in diesem Zusammenhang ein Forschungsstipendium der DFG für die Untersuchung des textilen Fundmaterials von Basar-Dara, Pamir in Duschanbe, Tadschikistan. Anschließend leitete sie als örtliche Grabungsleiterin in den Jahren 1996 und 1997 die Großgrabungen im Römerlager Oberaden, einem römischen Militärlager der frühaugusteischen Zeit an der Lippe.
Nach einer mehrjährigen Unterbrechung konnte sie 2005 als Archivarin neu beginnen und zwar nach einer Kurzausbildung an der Archivschule Marburg als Kreisarchivarin des Landkreises Uelzen. Sie setzte diese Tätigkeit ab 2007 als Universitätsarchivarin der Leuphana Universität Lüneburg fort bis zu ihrem Ausscheiden 2020. In diesem Zusammenhang begann sie mit Lehrveranstaltungen an der Leuphana, die sie bis heute durchführt. Von 2009 bis 2019 war sie zudem am College der Leuphana für den Bereich „Wissenschaftliches Arbeiten“ zuständig.
Im Dezember 2004 trat sie als Konventualin in das Kloster Medingen ein und wurde im Oktober 2008 vom Konvent des Klosters Walsrode zur Äbtissin gewählt. Am 17. April 2009 wurde sie in einer Verbindung von Staatsakt und Festgottesdienst  durch die Präsidentin der Klosterkammer Hannover Sigrid Maier-Knapp-Herbst und den Lüneburger Landessuperintendent Hans-Hermann Jantzen  in ihr Amt eingeführt, das sie bis 2018 ausübte. Seit Januar 2020 ist Eva Gräfin von Westerholt ihre Nachfolgerin als Äbtissin.
Heute ist sie als Dozentin an der Leuphana Universität Lüneburg und der Technischen Universität Hamburg TUHH aktiv. Ferner führt sie durch das Museum Kunststätte Bossard und ist ab Band 16 Herausgeberin der Zeitschrift „Archäologie in Ostwestfalen“.

## Veröffentlichungen
- s. v. „AIGIS“ in: Lexicon Iconographicum Mythologiae Classicae VIII Nachträge. S. 510 – 515. Düsseldorf/Zürich 1997.
- Zahlreiche Beiträge in: Claus Dahm, Uwe Lobbedey, Gerd Weisgerber, Der Altenberg. Eine mittelalterliche Bergbausiedlung des 13. Jahrhunderts im Siegerland. Bd. 1: Die Befunde, Band 2: Die Funde. Bonn 1998.
- Portrait einer Stadt. Lüneburg in Photographien um 1870 (Ausstellungskatalog mit Edgar Ring). Lüneburg 2007.
- 125 Jahre Landkreis Uelzen. (mit Ulrich Brohm). Veröffentlichungen des Kreisarchivs Uelzen. Uelzen 2010.
- Die Aigis. Zu Typologie und Ikonographie eines mythischen Gegenstandes, Münster 2000 (mit Lebenslauf)

## Einzelnachweis
1. ↑  Dr. Eva Gräfin von Westerholt übernimmt ab 2020 die Führung im Kloster Walsrode. (Memento des Originals vom 7. April 2020 im Internet Archive)  Info: Der Archivlink wurde automatisch eingesetzt und noch nicht geprüft. Bitte prüfe Original- und Archivlink gemäß Anleitung und entferne dann diesen Hinweis. Mitteilung auf der Website des Klosters Walsrode, abgerufen am 7. April 2020.

| Personendaten    | Personendaten                                 |
| ---------------- | --------------------------------------------- |
| NAME             | Vierck, Sigrid                                |
| ALTERNATIVNAMEN  | von Ohnesorge, Sigrid Adelheid Johanna        |
| KURZBESCHREIBUNG | deutsche Archäologin, Archivarin und Äbtissin |
| GEBURTSDATUM     | 2. Juli 1953                                  |
| GEBURTSORT       | Köln                                          |